# M19 (Oekraïne)
De M19 is een autoweg in het westen van Oekraïne. De weg loopt van de Wit-Russische grens via Kovel, Loetsk, Ternopil en Tsjernivtsi naar de Roemeense grens. De weg is 504 kilometer lang.

## Verloop
De weg begint aan de grensovergang van Mamalyga, waar de Moldavische M14 uit Bălţi overgaat in de M19. De eerste 70 kilometer loopt de weg parallel aan de rivier de Proet. Even voorbij Novoselychja komt de M20 uit Chmelnytsky samen met de M19. De wegen zijn dubbelgenummerd over 14 kilometer, tot aan de stad Tsjernivtsi, waar de M20 verdergaat richting het zuiden, naar de Roemeense grens.
Zo'n 10 kilometer na Tsjernitvsi buigt de weg af naar het noorden, onderweg kruisen een aantal P-wegen naar Ivano-Frankivsk de weg, een van de weinige grote steden die niet op het M-wegennet is aangesloten. De M19 volgt de loop van de rivier de Seret, en 20 kilometer voor Ternopil verbreedt de weg zich naar 2 rijstroken per richting. Bij Ternopil volgt de kruising met de M12, welke naar Lviv en Chmelnytsky loopt.
Via Kremenets loopt de weg naar Doebno, een kleine stad en knooppunt met de M06 naar Lviv en Rivne. De M6 en M19 zijn over een lengte van 4 kilometer dubbelgenummerd. Na Doebno volgt Loetsk, de laatste grote stad in het noordwesten van Oekraïne. Rond de stad volgt de M19 de rondweg, welke 20 kilometer lang is. Bij Loetsk kruist de M08, die naar Rivne en Polen voert.
Ongeveer 70 kilometer ten noordoosten van Loetsk kruist de M19 de M07, de noordelijkste oost-westverbinding tussen Polen en Kiev, bij het regionale stadje Kovel. Door het dichtbeboste noorden van Oekraïne loopt de weg naar de grensplaats Domanove, waar de weg overgaat in de Wit-Russische M12 naar Brest en Minsk.
De M19 is in zijn geheel onderdeel van de E85. Deze weg loopt van Litouwen naar Griekenland.
M01 ·
M02 ·
M03 ·
M04 ·
M05 ·
M06 ·
M07 ·
M08 ·
M09 ·
M10 ·
M11 ·
M12 ·
M13 ·
M14 ·
M15 ·
M16 ·
M17 ·
M18 ·
M19 ·
M20 ·
M21 ·
M22 ·
M23 ·
M24 ·
M25 ·
M26 ·
M27 ·
M28 ·
M29 ·
M30
N01 ·
N02 ·
N03 ·
N04 ·
N05 ·
N06 ·
N07 ·
N08 ·
N09 ·
N10 ·
N11 ·
N12 ·
N13 ·
N14 ·
N15 ·
N16 ·
N17 ·
N18 ·
N19 ·
N20 ·
N21 ·
N22 ·
N23 ·
N24 ·
N25 ·
N26 ·
N27 ·
N28 ·
N30 ·
N31 ·
N32 ·
N33